# Mikroblogg
En mikroblogg, tidigare känt som tumblelog, är en blogg där antalet tecken per inlägg är begränsat. Mikrobloggar kan användas som del av en annan internettjänst. Till exempel har Facebook en meddelanderad som väsentligen är en mikroblogg. En annan tjänst för mikrobloggande är Twitter, där inläggen maximalt är på 280 tecken. 
Det finns också interna mikrobloggar, till exempel yammer, där alla med samma e-postdomän kan mikroblogga internt. Dessa är framförallt använda av företag och organisationer.

## Tjänster
- Gab
- Gettr
- MeetMe
- micro.blog
- Parler
- Plurk
- Solaborate
- Tumblr
- Twister
- Twitter
- Koo
- Weibo
- Facebook

### Nedlagda
Mikrobloggstjänster som har slutat att fungera.

- Blip
- Google+
- Heello
- ImaHima
- Posterous
- Soup
- Tout